# Ełganowo
Ełganowo (niem. Lamenstein, do 31.12.2012 Elganowo) – wieś w Polsce położona w województwie pomorskim, w powiecie gdańskim, w gminie Trąbki Wielkie.

## Historia
W latach 1954–1959 wieś należała i była siedzibą władz gromady Elganowo, po jej zniesieniu w gromadzie Trąbki Wielkie. W latach 1975–1998 miejscowość administracyjnie należała do województwa gdańskiego.
W 1848 roku w Ełganowie znajdowały się 74 domy i 614 mieszkańców, w dużej mierze katolików. Wieś posiadała własną szkołę elementarną. Znaczenie gospodarcze miejscowości podnosiły odbywające się tu dwa razy w roku jarmarki zwierzęce. W 1903 roku tutejszy majątek został wykupiony przez Komisję Kolonizacyjną. Pod względem administracyjnym Ełganowo od 1887 roku znajdowało się w powiecie tczewskim.
Ełganowo po I wojnie światowej znalazło się w granicach utworzonego Wolnego Miasta Gdańska. Z uwagi na niespotykanie wysoki w innych gminach Wolnego Miasta odsetek Polaków nazywane było Gniazdem Polaków. W miejscowości funkcjonował młyn elektryczny, karczma oraz rozlewnia piwa i wód mineralnych. W 1932 roku otworzono tu kierowaną przez Marię Łask polską ochronkę, a od 1934 roku w Domu Polskim działała tu polska szkoła Gdańskiej Macierzy Szkolnej, do której uczęszczało 36 dzieci. 3 maja 1939 szkoła ta otrzymała sztandar. We wrześniu 1939 tutejsza nauczycielka Anna Burdówna za swoją pracę w polskiej placówce oświatowej została osadzona w obozie koncentracyjnym. We wrześniu 2015 odsłonięto tablicę upamiętniającą tę szkołę.
W 2011, podczas budowy drogi do Trąbek Wielkich (oddanej do użytku 9 grudnia 2011), odkopany został akt erekcyjny z 28 lipca 1936 pomnika poległych w czasie I wojny światowej, który stał w tym miejscu. Miał on kształt granitowego graniastosłupa o wysokości około 8-9 m, zwieńczonego rzeźbą pruskiego orła. Od frontu znajdowała się na nim prostokątna tablica z niemieckim napisem: "Niemcy muszą trwać, nawet kiedy my zginiemy". Odsłonięcie pomnika 11 października 1936 r. przez władze WM Gdańska miało antypolską wymowę.
Siedziba klubu sportowego Sokół Ełganowo.